# Victoria (1676)
Victoria var en enmastad jakt, som svenska örlogsflottan lät bygga 1676 på Bodekulls skeppsgård på Boön i nuvarande Karlshamn under ledning av skeppsbyggmästare Gunnar Roth. Victoria förde tolv kanoner och hennes längd var 35 meter. Hon byggdes jämte en jakt med namnet Karlshavn av samma typ men med längden 20 meter. 
Victoria och systerfartyget Karlshavn beslagtogs halvfärdiga av danskarna 1676 på Karlshamns kastell på Frisholmen. De fördes till Köpenhamn, där de färdigställdes, döptes och hamnade i danska flottans tjänst. Karlshavn återtogs dock av svenskarna 1677 och seglade under svensk flagg tills hon sjönk 1698. Victorias vidare öden är okända. Hon blev vrak 1688.